# Aconitum duclouxii
Aconitum duclouxii är en ranunkelväxtart som beskrevs av Leveille. Aconitum duclouxii ingår i släktet stormhattar, och familjen ranunkelväxter. Utöver nominatformen finns också underarten A. d. ecalcaratum.